# 梅斯基特 (加利福尼亞州)
梅斯基特（英語：Mesquite）是位於美國加利福尼亞州因皮里爾縣的一個非建制地區。該地的面積和人口皆未知。

## 地理
梅斯基特的座標為33°01′17″N 115°06′30″W / 33.02139°N 115.10833°W，而該地的平均海拔高度為91米（即299英尺）。